# 陳吉 (岳池典史)
陳吉（？年—？年），河南人，康熙六年任四川順慶府岳池縣典史。是一位政治人物，明清時曾在四川順慶府岳池縣（位於今四川東北部，武周萬歲通天二年分南充、相如二縣置，是一個千年古縣）擔任官吏。